# 奇岩站 (咸镜南道)
奇岩站（韓語：기암역）是朝鮮民主主義人民共和國咸鏡南道利原郡奇岩里的一個鐵路車站，属于平罗线。

## 邻近车站
平罗线
谷口站 - 奇岩站 - 新端川站